# 諾布爾角
諾布爾角（英語：Knobble Head），是南極洲的海岬，位於葛拉漢地，處於南極海峽的布蘭斯菲爾島東端，由英國研究隊命名，現時由南極條約體系管理。